# Łyman
Łyman (ukr. Лиман, w latach 1925–2016 Krasnyj Łyman, ukr. Красний Лиман) – miasto w obwodzie donieckim, rejonie kramatorskim na Ukrainie. Była siedziba władz rejonu łymańskiego.
Większość ludności jest zatrudniona na kolei i w kompleksie rolno-przemysłowym.

## Historia
Łyman powstał w 1667 r., jako osada Kozaków pułku izjumskiego. W 1825 r. został przekształcony w osadę wojskową. W 1911 r. w pobliżu miejscowości poprowadzono linię kolejową i wybudowano stację. W 1925 r. została ona przemianowana na Krasnyj Łyman. W latach 1932–1933 wielu mieszkańców zmarło w wyniku Hołodomoru. W 1938 r. Krasnyj Łyman otrzymał prawa miejskie. W czasie II wojny światowej, od 7 lipca 1942 do 31 stycznia 1943 r., miasto znajdowało się pod okupacją niemiecką. Działały tu oddziały partyzanckie.
12 kwietnia 2014 r., 5. dnia po ogłoszeniu „Donieckiej Republiki Ludowej”, separatyści podjęli próbę ujęcia miejscowego posterunku policji. Burmistrz Łeonid Perebeinis prowadził negocjacje z uzbrojonym i agresywnym tłumem rosyjskich bojowników. W trakcie negocjacji uzgodniono, że separatyści opuszczą miasto bez walki. Jednak już 30 kwietnia uzbrojeni terroryści wdarli się na sesję rady miejskiej i pod groźbą użycia broni wzięli deputowanych i gminę jako zakładników i zmusili władze miasta do uwzględnienia w głosowaniu kwestii uznania niepodległości „Donieckiej Republiki Ludowej”.. 3 czerwca władze ukraińskie odzyskały kontrolę nad Krasnym Łymanem. 4 lutego 2016 Rada Najwyższa Ukrainy w ramach procesu dekomunizacji przywróciła nazwę Łyman. Zmiana nazwy weszła w życie 18 lutego 2016. 
Podczas inwazji Rosji w Ukrainę, pod koniec maja 2022 r. Łyman został zdobyty przez wojska rosyjskie, po kilkudniowych walkach wokół miasta z użyciem artylerii. Podczas kontrofensywy ukraińskiej na północnym wschodzie wojska ukraińskie podeszły pod miasto 10 września, lecz  Rosjanie przez kolejne tygodnie bronili się w mieście. Po otoczeniu Łymanu od północy pod koniec września, siły ukraińskie weszły do miasta 1 października. Ponad 90% budynków mieszkalnych zostało zniszczonych przez rosyjskie wojska.

## Demografia
- 2013 – 23 413
- 2021 – 20 469[1]
- 10.07.2025 - 3634[7]

## Religia
W mieście znajduje się żeński monaster Opieki Matki Bożej w jurysdykcji Ukraińskiego Kościoła Prawosławnego Patriarchatu Moskiewskiego.